# 浸硫処理
浸硫処理（しんりゅうしょり、英語: sulfurizing）とは、摩擦抵抗を低減し耐摩耗性（潤滑性・耐溶着性）の向上を図るため、鉄鋼製品に硫化鉄の表面層を生成させる処理である。
浸硫処理は、処理媒体として液体（溶融塩・水溶液）を用い、加熱もしくは電解にて行われる。また、媒体に気体や固体を用いる方法もある。

## 処理方法
主なものとして、塩浴法（英:Salt bath heat treatment）のほか、処理剤に気体や固体を用いる方法がある。

### 塩浴法
- 塩浴法の例 ： 溶融塩浸硫法と水溶液を使った硫化処理がある。

a)溶融塩浸硫法 ：中性塩浴法と還元性塩浴法がある。
NaCl、BaCl2、CaCl2 を主剤として、FeS、Na2SO4、K4Fe(CN6)、Na2S などを添加したものを用いる（中性塩浴法）。
NaCl（17%）+BaCl2（25%）+FeS（13.2%）+Na2SO4（34%）+K4Fe(CN)6（3.4%） ……左記、配合剤の540 - 560℃の溶融液に浸漬処理。。
NaCNやKCNの還元性塩を基剤として、これに硫黄化合物を配合したものを使用。メリットとして、CN基の触媒作用により硫化作用の効率が良く、イオウの酸化も抑制されて消耗を低減できる点がある。また、処理温度の設定により窒化作用も加わるので浸硫窒化法とも呼ばれる。この場合、外側から順に硫化被膜・窒素化合物・窒素拡散層と積層され、浸硫窒化層として形成される（還元性塩浴法）。
NaCN（51.6%）+Na2CO3（34.6%）+NaCl（13.8%）+Na2SO4（10%）
b)硫化処理は浸漬法と電解法がある。
NaOH（25-60%）水溶液+硫黄粉末（2-25%、S）の水溶液に処理品を浸漬、100-150℃x1h にて加熱処理で硫化鉄被膜を得る（浸漬法）。
Na2S2O3（100〔gf/L〕）+H3BO3（30〔gf/L〕）に処方の水溶液を使用、3-20〔mA/cm2〕の電流密度で処理品を陽極にセットし電解処理（60-180秒）、但し処理表面活性化のため処理品を予め陰極にして5-20秒ほど通電、前処理すると処理効率が良い（電解法）。

### 気体を使用する方法
- ガス法およびガス浸硫窒化法 ： ガス法ではH2S を処理雰囲気に使用する。この際、H2ガスや、NH3分解ガスをキャリアガスとして使う。あるいは、NH3とH2Sの混合ガスを使用した場合は窒化作用を伴い、浸硫窒化処理とする。

NH3+H2S+変成ガス（プロパン+空気）…… 処理温度、540-630℃
NH3（188〔L/h〕）+｛NH4SCN（1.0〔mol〕）+CH3OH（45〔mol〕）｝x37〔mL/h〕…… 処理温度、510-600℃（ガス浸硫窒化法）。

### 固体を使用する方法
- 固体を使用する方法 ： FeS、グラファイト、NH4Cl などを混合して用いる[1]。